# Calyptomyrmex stellatus
Calyptomyrmex stellatus is een mierensoort uit de onderfamilie van de Myrmicinae. De wetenschappelijke naam van de soort is voor het eerst geldig gepubliceerd in 1915 door Santschi.